# Guxhagen

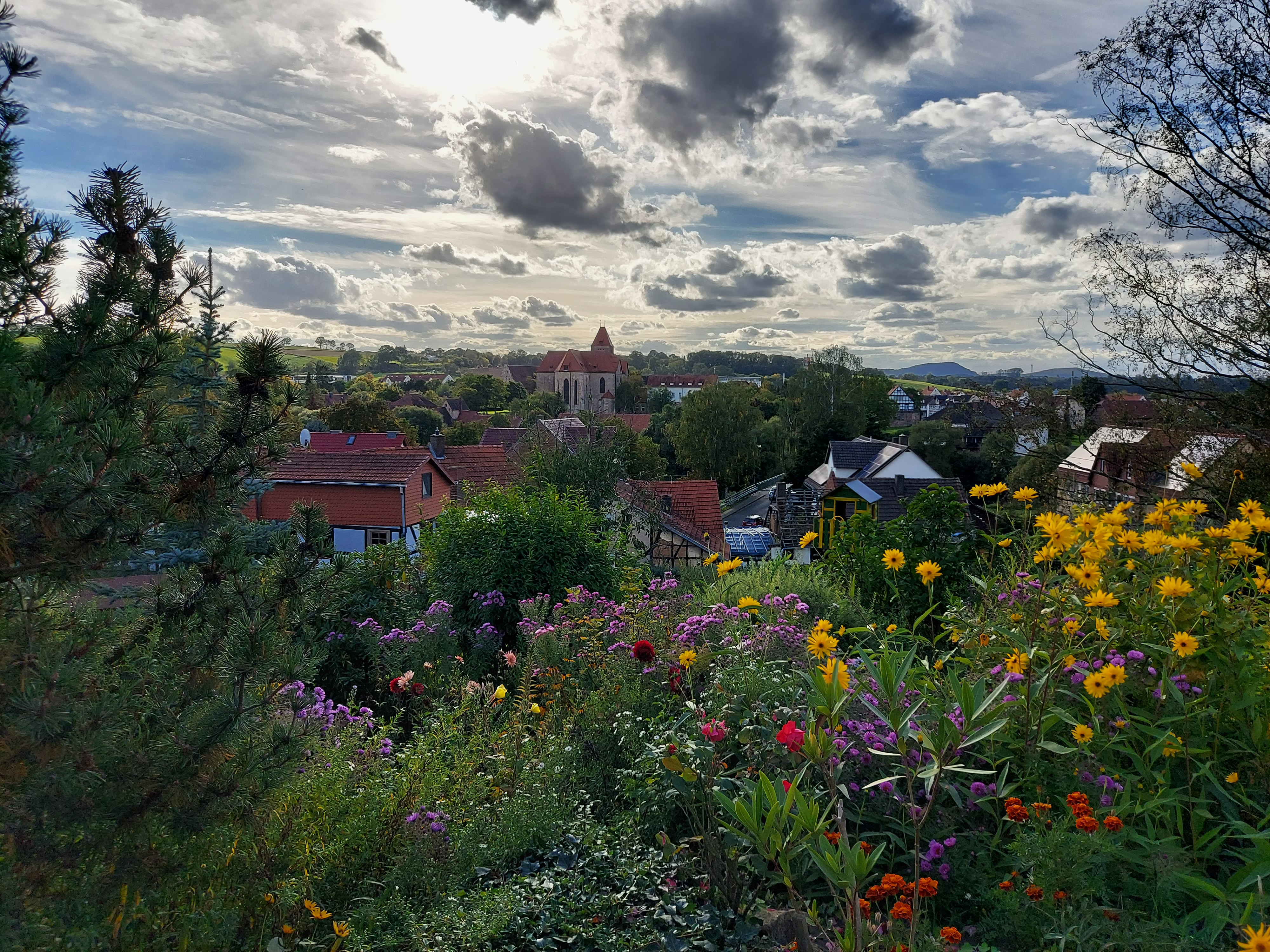
Guxhagen vom Bahnhof aus gesehen, im Hintergrund das Kloster Breitenau

Guxhagen ist eine Gemeinde im nordhessischen Schwalm-Eder-Kreis südlich von Kassel.

## Geographie

### Geographische Lage
Guxhagen liegt 12,5 km (Luftlinie) südlich der Kasseler Innenstadt zwischen dem an die Gemeindegrenze stoßenden Geo-Naturpark Frau-Holle-Land (Werratal.Meißner.Kaufunger Wald; Nordosten) und dem etwas entfernten Naturpark Habichtswald (Nordwesten). In der Ortschaft mündet der Schwarzenbach in die Fulda; in Letztere mündet an der westlichen Gemeindegrenze zu Edermünde die Eder.

### Nachbargemeinden
Guxhagen grenzt im Nordwesten an die Stadt Baunatal, im Norden an die Gemeinde Fuldabrück, im Nordosten und Osten an die Gemeinde Söhrewald (alle drei im Landkreis Kassel), im Süden an die Gemeinde Körle, im Südwesten an die Stadt Felsberg sowie im Westen, mit der Fulda und der Eder als Grenze, an die Gemeinde Edermünde (alle drei im Schwalm-Eder-Kreis).

### Gemeindegliederung
Die Gemeinde Guxhagen besteht aus diesen Ortsbezirken:
| - Albshausen - Büchenwerra - Ellenberg | - Grebenau - Guxhagen - Wollrode - Breitenau |

## Geschichte

### Überblick
Die Besiedelung des Gebietes geht bis in die Jungsteinzeit zurück. In Ellenberg wurden zwei vorchristlich verzierte Menhire aus der Zeit 1800 v. Chr. entdeckt.
Guxhagen stand jahrhundertelang im Schatten des Klosters Breitenau. Das Kloster wurde um das Jahr 1113 vom hessischen Gaugrafen Werner IV. von Maden und dessen Frau Gisela in der Breitenau gegründet. 1119 bezogen der spätere Abt Drutwin und zwölf weitere Benediktinermönche aus dem Kloster Hirsau im Schwarzwald die ersten Klostergebäude in der „Breiten Aue“. Die Blütezeit des Klosters begann wohl in der Mitte des 12. Jahrhunderts und endete zum Anfang des 14. Jahrhunderts. Es besaß damals die Dörfer Guxhagen, Ellenberg und Büchenwerra sowie Grundbesitz und Einkünfte in fast 100 anderen Orten. Danach kam es zu Missständen und das Kloster verlor wieder an Besitz. Der im Jahre 1497 erfolgte Anschluss an die Bursfelder Kongregation brachte für das Kloster noch einmal einen kurzen Aufschwung, der dann mit der Einführung der Reformation in der Landgrafschaft Hessen sein Ende fand. Ein Jahr nach der Homberger Synode wurde das Kloster 1527 aufgelöst. Es wurde Kammergut des Landgrafen Philipp I. Der bisherige Prior, Theobald Zabel (Cabel), wurde erster protestantischer Pfarrer zu Breitenau, zuständig für das nun evangelische Guxhagen.
Der Ort Guxhagen wurde erstmals in einer Urkunde vom 20. April 1352 als Kukushayn (Kuckuckshain) erwähnt. Ein Bewohner des Dorfes Kukushayn, Werner genannt Ruchfuz (Krähenfuß), übergab eine Hufe in der Gemarkung von Buchenwerde (Büchenwerra) mit allem Zubehör dem Kloster Breydenowe (Breitenau). Die Schreibweise des Dorfnamens wandelte sich im Laufe der Zeit: Kukushayn (1352), Guckishain (1357), Guckeshain (1399), Guczhan (1415), Kuckshain (1445), Guxhaene (1500), Guxgeshagen (1525), Guxhain (1579 sowie 1697) und schließlich Guxhagen (1579). Am 22. Juli 1357 wurde ein Streit über die Gerichtsbarkeit in Guxhagen und Ellenberg, die sich im Besitz des Klosters Breitenau befanden, beigelegt. Landgraf Heinrich II. von Hessen und sein Sohn Otto einigten sich mit dem Abt Reinhard des Klosters darauf, dass die Blutgerichtsbarkeit für beide Orte und das Kloster in der Hand des Landgrafen lag und in Guxhagen tagte, die Niedere Gerichtsbarkeit behielt der Abt des Klosters. Diese Regelung wurde später auch für Büchenwerra angewandt, als der Ort mehr oder weniger ganz in den Besitz des Klosters Breitenau übergegangen war.
Eine Kapelle wurde 1513 beim Oberhof gebaut. Guxhagen wurde mit der Auflösung des Klosters Breitenau im Oktober 1527 eine selbständige Gemeinde. Erste Angaben über die Einwohnerzahlen stammen aus dem Jahr 1579. Damals existierten 74 Haushaltungen. Eine Schule wird 1596 erstmals erwähnt.
Während des Dreißigjährigen Krieges wurde 1626 die wohl im 13. oder 14. Jahrhundert angelegte kleine Burg Guxhagen zerstört und das am anderen Ufer gelegene einstige Kloster durch Truppen des Feldherrn Johann t’Serclaes von Tilly geplündert. Bei der Plünderung wurden drei Kirchglocken und die Bibliothek geraubt. Auch in Guxhagen selbst fanden Plünderungen und Zerstörungen statt. Von 1637 bis 1640 fielen Kroatische Reiter unter Isolani ein. Als 1640 die Truppen von Ottavio Piccolomini einfielen, blieben auf dem Klostergelände nur die Kirche, die Kapelle und die Steingebäude stehen. Alle anderen Gebäude wurden niedergebrannt. Die ehemaligen Klostergebäude dienten danach als Pferdestall und Getreidespeicher.

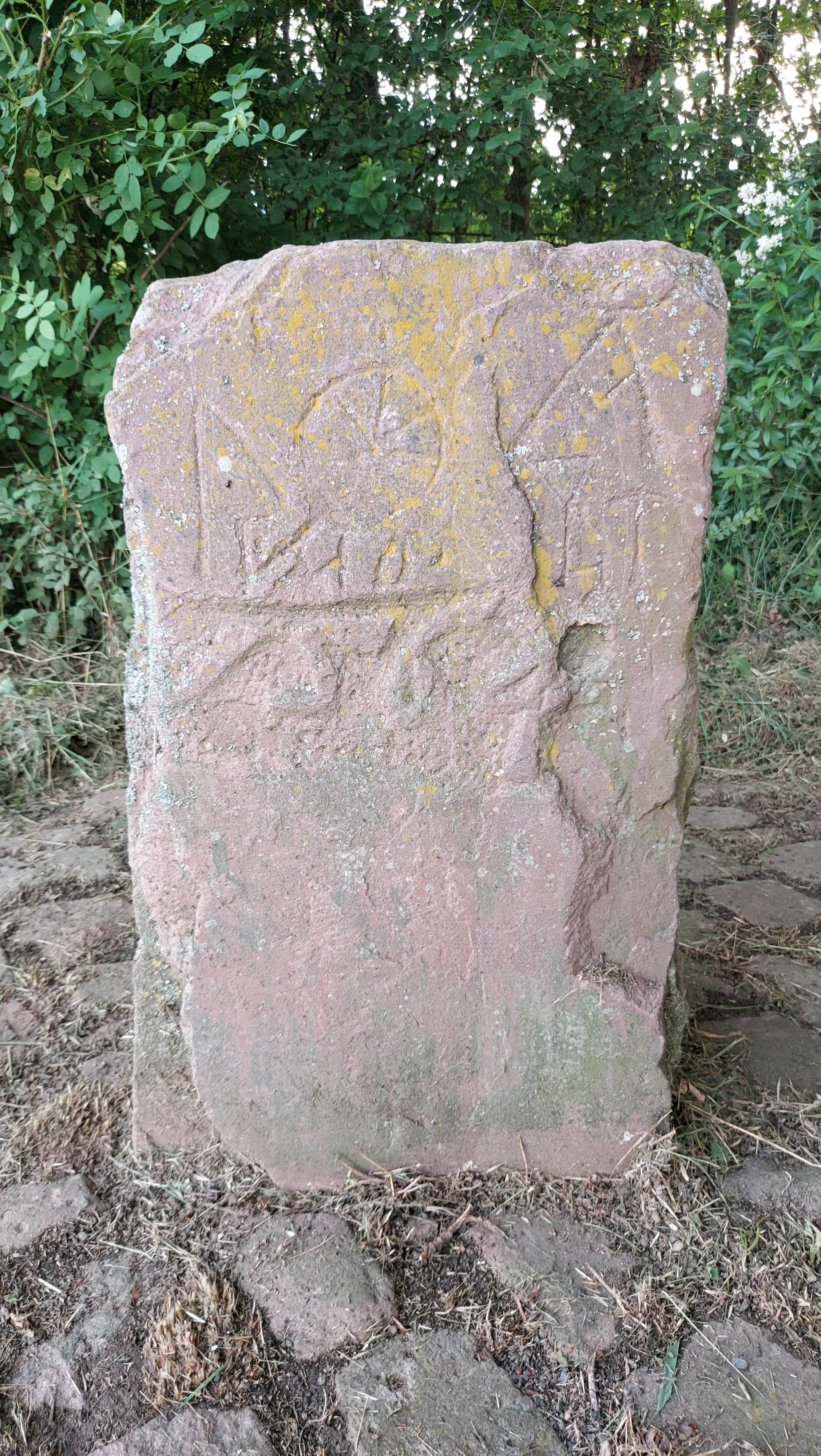
Märkerstein, 1564. Abgebildet sind neben der Jahreszahl landwirtschaftliche Geräte.

Im Siebenjährigen Krieg von 1756 bis 1763 kam es erneut zu Zerstörungen. Der Gemeindewald Hundsforth wurde zur Hälfte abgeholzt und abgebrannt. Teile der Klosteranlage und Brücken wurden zerstört.
Ab 1840 wurden Wege zu den Nachbarorten mit Pflaster angelegt. Am 1. Juli 1845 wurde mit dem Bau der Eisenbahnstrecke (Main-Weser-Bahn) begonnen. Es wurde der belgische Ingenieur Frans Splingard verpflichtet. Man begann zuerst mit dem Bau des Tunnels (433 m) durch den Stiegberg. 1846 wurden beim Eisenbahnbau 7000 Arbeiter beschäftigt. Am 18. September 1848 wurde die Strecke zwischen Guxhagen und Bebra in Betrieb genommen. Die Strecke nach Kassel-Wilhelmshöhe wurde auf Grund des Brückenbaus in Guntershausen erst am 19. Dezember 1849 eröffnet. Der Bahnverkehr fand zuerst nur auf einem Gleis statt. Das zweite Gleis wurde 1873/74 gebaut.
1871 wurden während des Deutsch-Französischen Krieges 750 französische Kriegsgefangene im ehemaligen Kloster Breitenau inhaftiert. Von 1874 bis 1949 befand sich auf dem Gelände eine „Corrections- und Landarmen-Anstalt“.
1883/84 wurde die Fuldabrücke zwischen den Ortsteilen von Guxhagen gebaut. Bis zum Bau der Fuldabrücke gab es als Verbindung zwischen beiden Ortsteilen einen Fährbetrieb und eine Furt. 1890 erhielt die Gemeinde die erste Apotheke. Der Wasserleitungsbau begann um 1900. 1914 wurde beim Kloster Breitenau eine neue Mühle gebaut, die mit zwei Turbinen ab 1916/17 Strom erzeugte und bis in die 1920er Jahre neben der Breitenau auch den anderen Teil Guxhagens mit Strom versorgte.
Die Gedenkstätte Breitenau erinnert an das Konzentrationslager (1933–1934) und Arbeitserziehungslager Breitenau (1940–1945) während der NS-Diktatur. Sie befindet sich in der ehemaligen Zehntscheune des Klosters auf dem Gelände des heutigen psychiatrischen Krankenhauses. Etwa jeder fünfte der insgesamt über 8000 Gefangenen im KZ Breitenau wurde in SS-Konzentrationslager deportiert. Schließlich wurden am Fuldaberg, nicht weit entfernt vom Lager in der Breitenau, noch in der Nacht des 29. und am frühen Morgen des 30. März 1945 (Gründonnerstag/Karfreitag) – einen Tag vor dem Einmarsch amerikanischer Truppen – 28 Gefangene durch ein Erschießungskommando der Gestapo Kassel ermordet.
Von 1935 bis 1937 fand der Bau der Reichsautobahn, der heutigen Bundesautobahn 7, statt; eine offizielle Autobahnanschlussstelle erhielt Guxhagen aber erst am 20. Dezember 1973. Als am frühen Morgen des 31. März 1945 die ersten amerikanischen Panzer heranrückten, sprengten deutsche Pioniere die Autobahnbrücke über die Fulda und auch die Fuldabrücke in Guxhagen. Es wurden in Guxhagen zunächst ein Behelfssteg, später eine hölzerne Behelfsbrücke über die Fulda gebaut, die erst Ende des Jahres 1953 durch eine neue Brücke ersetzt wurde.
1964/65 wurde die Mittelpunktschule gebaut, die 1971 in eine Integrierte Gesamtschule umgewandelt wurde. 1971/72 wurde auch der erste Kindergarten gebaut. Eine Großsporthalle erhielt Guxhagen 1985. Mit dem Bau der Umgehungsstraße 1980/82 wurden eine neue Brücke über die Fulda, südlich der Klosteranlage, und eine Straße bis zum Guxhagener Friedhof gebaut, die die Orte Grifte, Guxhagen und Körle miteinander verbindet. 1990 wurde der Abschnitt vom Friedhof bis zum Stiegberg fertiggestellt. Die ICE-Schnellbahntrasse (Hannover–Fulda) wurde zwischen 1986 und 1991 westlich zwischen Guxhagen und Wollrode gebaut.

### Jüdische Gemeinde

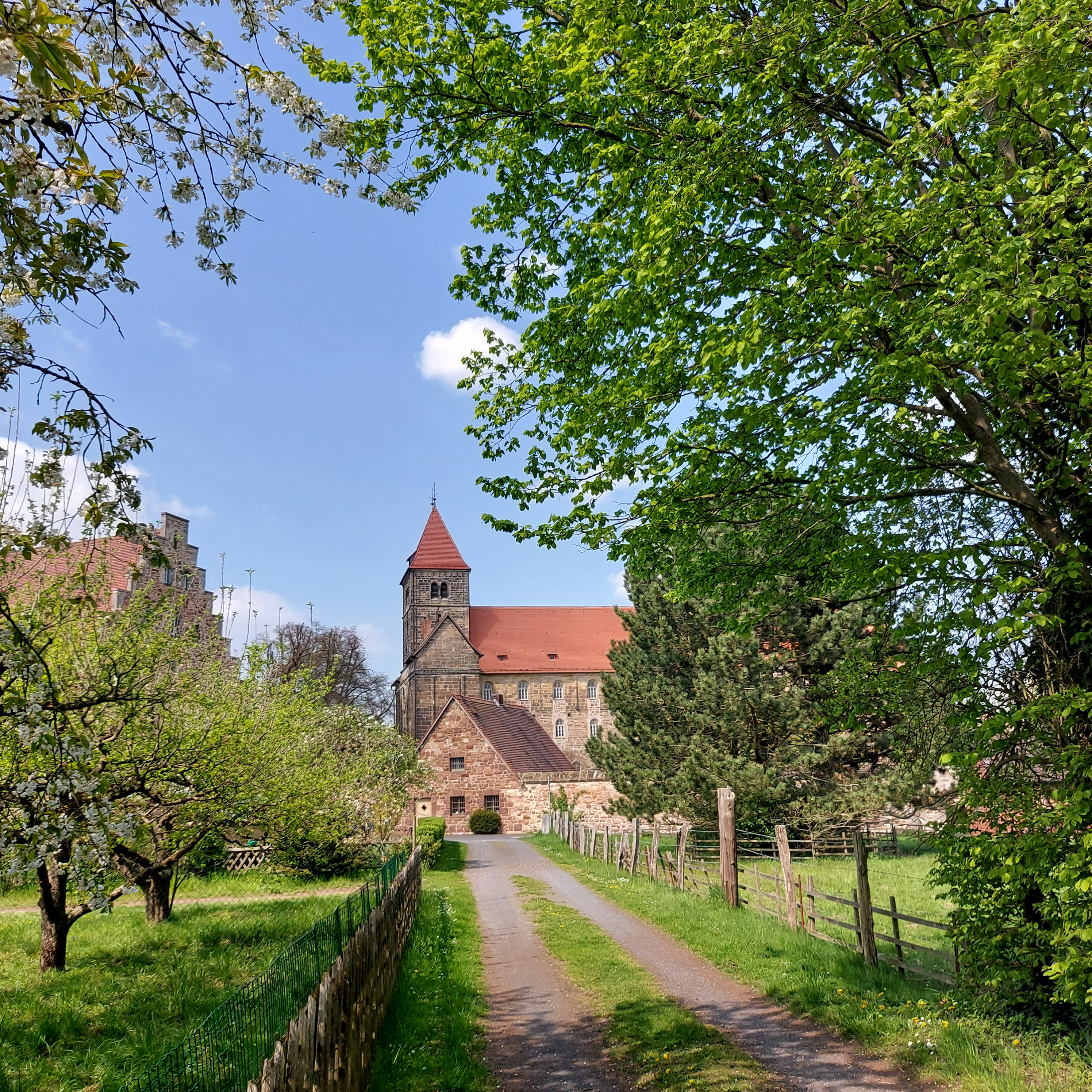
Teile des Klostergeländes in der Breitenau, mittig Kirche, links die Gedenkstätte KZ Breitenau.

In Guxhagen lag vor dem Holocaust der Bevölkerungsanteil der Juden bei 10 bis 12 %. Die erste Erwähnung jüdischer Einwohner datiert von 1680. 1744 erhielten mehrere Juden das Recht, im Ort zu wohnen und mit zunftfreien Waren Handel zu treiben. Der jüdische Friedhof im Ort geht auf das Jahr 1809 zurück. 1823 entstand in der Untergasse die heute noch existierende Synagoge, deren Gebäude auch als jüdische Schule diente. In dieser Zeit waren die jüdischen Einwohner als Vieh-, Fell- und Manufakturwarenhändler tätig, aber auch im Handwerk als Metzger, Schneider, Kupferschmiede und Sattler. 1933 lebten 158 jüdische Einwohner in Guxhagen. 1935 wurden die Juden aus den Sportverein ausgeschlossen, 1936 wurde die Synagoge geschlossen. In der Pogromnacht 1938 wurde die Inneneinrichtung der Synagoge zerstört. Das Gebäude kaufte die politische Gemeinde Guxhagen. Einige Juden wurden im Lager Breitenau inhaftiert, von wo aus sie in das Konzentrationslager Buchenwald deportiert wurden. Die verbliebenen jüdischen Einwohner, soweit sie nicht weggezogen oder ausgewandert waren, wurden in verschiedene Konzentrations- und Vernichtungslager deportiert, wo mindestens 85 von ihnen ermordet wurden.

### Eingemeindungen
Zum 1. Februar 1971 wurden im Zuge der Gebietsreform in Hessen die bis dahin selbständigen Gemeinden Albshausen, Büchenwerra, Ellenberg und Wollrode auf freiwilliger Basis als Ortsteile nach Guxhagen eingegliedert. Am 1. März 1971 kam Grebenau hinzu. Für die eingegliederten Gemeinden und die Kerngemeinde wurde je ein Ortsbezirk mit Ortsbeirat und Ortsvorsteher nach der Hessischen Gemeindeordnung gebildet.

### Staats- und Verwaltungsgeschichte im Überblick
Die folgende Liste zeigt die Staaten und Verwaltungseinheiten, denen Guxhagen angehört(e):
- vor 1567: Heiliges Römisches Reich, Landgrafschaft Hessen, Niederhessen, Amt Melsungen
- ab 1567: Heiliges Römisches Reich, Landgrafschaft Hessen-Kassel, Niederhessen, Amt Melsungen
- 1787: Heiliges Römisches Reich, Landgrafschaft Hessen-Kassel, Niederhessen, Amt Melsungen
- ab 1806: Landgrafschaft Hessen-Kassel, Amt Melsungen
- 1807–1813: Königreich Westphalen, Departement der Fulda, Distrikt Kassel, Kanton Körle
- ab 1815: Kurfürstentum Hessen, Amt Melsungen[12]
- ab 1821: Kurfürstentum Hessen, Provinz Niederhessen, Kreis Melsungen[13]
- ab 1848: Kurfürstentum Hessen, Bezirk Hersfeld
- ab 1851: Kurfürstentum Hessen, Provinz Niederhessen, Kreis Melsungen
- ab 1867: Königreich Preußen, Provinz Hessen-Nassau, Regierungsbezirk Kassel, Kreis Melsungen
- ab 1871: Deutsches Reich, Königreich Preußen, Provinz Hessen-Nassau, Regierungsbezirk Kassel, Kreis Melsungen
- ab 1918: Deutsches Reich, Freistaat Preußen, Provinz Hessen-Nassau, Regierungsbezirk Kassel, Kreis Melsungen
- ab 1944: Deutsches Reich, Freistaat Preußen, Provinz Kurhessen, Landkreis Melsungen
- ab 1945: Deutsches Reich, Amerikanische Besatzungszone, Groß-Hessen, Regierungsbezirk Kassel, Landkreis Melsungen
- ab 1946: Deutsches Reich, Amerikanische Besatzungszone, Hessen, Regierungsbezirk Kassel, Landkreis Melsungen
- ab 1949: Bundesrepublik Deutschland, Hessen, Regierungsbezirk Kassel, Landkreis Melsungen
- ab 1972: Bundesrepublik Deutschland, Hessen, Regierungsbezirk Kassel, Schwalm-Eder-Kreis

## Bevölkerung

### Einwohnerstruktur 2011
Nach den Erhebungen des Zensus 2011 lebten am Stichtag dem 9. Mai 2011 in Guxhagen 5264 Einwohner. Darunter waren 98 (1,9 %) Ausländer, von denen 53 aus dem EU-Ausland, 21 aus anderen europäischen Ländern und 24 aus anderen Staaten kamen. (Bis zum Jahr 2020 erhöhte sich die Ausländerquote auf 5,6 %.) Nach dem Lebensalter waren 886 Einwohner unter 18 Jahren, 2157 zwischen 18 und 49, 1227 zwischen 50 und 64, und 993 Einwohner waren älter. Die Einwohner lebten in 2342 Haushalten. Davon waren 630 Singlehaushalte, 687 Paare ohne Kinder und 787 Paare mit Kindern, sowie 208 Alleinerziehende und 30 Wohngemeinschaften. In 435 Haushalten lebten ausschließlich Senioren und in 1605 Haushaltungen leben keine Senioren.

### Einwohnerentwicklung
- 1585: 74 Haushaltungen[10]
- 1747: 86 Haushaltungen[10]

| Guxhagen: Einwohnerzahlen von 1834 bis 2023 | Guxhagen: Einwohnerzahlen von 1834 bis 2023 | Guxhagen: Einwohnerzahlen von 1834 bis 2023 | Guxhagen: Einwohnerzahlen von 1834 bis 2023 | Guxhagen: Einwohnerzahlen von 1834 bis 2023 |
| --- | ------------------------------------------- | ------------------------------------------- | ------------------------------------------- | ------------------------------------------- |
| Jahr |                                             |                                             |                                             | Einwohner                                   |
| 1834 | 1834                                        |                                             | 160                                         | 160                                         |
| 1840 | 1840                                        |                                             | 1.081                                       | 1.081                                       |
| 1846 | 1846                                        |                                             | 1.339                                       | 1.339                                       |
| 1852 | 1852                                        |                                             | 1.198                                       | 1.198                                       |
| 1858 | 1858                                        |                                             | 1.117                                       | 1.117                                       |
| 1864 | 1864                                        |                                             | 1.185                                       | 1.185                                       |
| 1871 | 1871                                        |                                             | 1.145                                       | 1.145                                       |
| 1875 | 1875                                        |                                             | 1.357                                       | 1.357                                       |
| 1885 | 1885                                        |                                             | 1.371                                       | 1.371                                       |
| 1895 | 1895                                        |                                             | 1.366                                       | 1.366                                       |
| 1905 | 1905                                        |                                             | 1.430                                       | 1.430                                       |
| 1910 | 1910                                        |                                             | 1.444                                       | 1.444                                       |
| 1925 | 1925                                        |                                             | 1.629                                       | 1.629                                       |
| 1939 | 1939                                        |                                             | 1.919                                       | 1.919                                       |
| 1946 | 1946                                        |                                             | 2.478                                       | 2.478                                       |
| 1950 | 1950                                        |                                             | 2.365                                       | 2.365                                       |
| 1956 | 1956                                        |                                             | 2.246                                       | 2.246                                       |
| 1961 | 1961                                        |                                             | 2.209                                       | 2.209                                       |
| 1967 | 1967                                        |                                             | 2.235                                       | 2.235                                       |
| 1973 | 1973                                        |                                             | 4.184                                       | 4.184                                       |
| 1975 | 1975                                        |                                             | 4.234                                       | 4.234                                       |
| 1980 | 1980                                        |                                             | 4.492                                       | 4.492                                       |
| 1985 | 1985                                        |                                             | 4.750                                       | 4.750                                       |
| 1990 | 1990                                        |                                             | 4.779                                       | 4.779                                       |
| 1995 | 1995                                        |                                             | 5.283                                       | 5.283                                       |
| 2000 | 2000                                        |                                             | 5.426                                       | 5.426                                       |
| 2005 | 2005                                        |                                             | 5.392                                       | 5.392                                       |
| 2010 | 2010                                        |                                             | 5.257                                       | 5.257                                       |
| 2011 | 2011                                        |                                             | 5.264                                       | 5.264                                       |
| 2015 | 2015                                        |                                             | 5.309                                       | 5.309                                       |
| 2020 | 2020                                        |                                             | 5.384                                       | 5.384                                       |
| 2022 | 2022                                        |                                             | 5.481                                       | 5.481                                       |
| 2023 | 2023                                        |                                             | 5.483                                       | 5.483                                       |
| Datenquelle: Historisches Gemeindeverzeichnis für Hessen: Die Bevölkerung der Gemeinden 1834 bis 1967. Wiesbaden: Hessisches Statistisches Landesamt, 1968. Weitere Quellen: Hessisches Statistisches Informationssystem; Zensus 2011 Nach 1970 einschließlich der im Zuge der Gebietsreform in Hessen eingegliederten Orte. |                                             |                                             |                                             |                                             |

### Religionszugehörigkeit
| Quelle: Historisches Ortslexikon |                                                                                              |
| • 1885:                          | 1158 evangelische (= 84,46 %), 81 katholische (= 5,91 %), 132 jüdische (= 9,63 %) Einwohner  |
| • 1961:                          | 1960 evangelische (= 88,73 %), 205 katholische (= 9,28 %) Einwohner                          |
| • 1987:                          | 3773 evangelische (= 82,5 %), 473 katholische (= 10,4 %), 326 sonstige (= 7,1 %) Einwohner   |
| • 2011:                          | 3508 evangelische (= 66,4 %), 580 katholische (= 11,1 %), 1176 sonstige (= 22,5 %) Einwohner |

## Politik

### Gemeindevertretung
Die Kommunalwahl am 14. März 2021 lieferte folgendes Ergebnis, in Vergleich gesetzt zu früheren Kommunalwahlen:
| Gemeindevertretung – Kommunalwahlen 2021 | Gemeindevertretung – Kommunalwahlen 2021                                                                           |
| --- | --- |
| Stimmenanteil in %Wahlbeteiligung 61,8 % 50403020100 45,3 (+2,6)30,1 (−2,2)13,2 (+2,6)11,4 (−3,0) SPDGL-FWGbGrüneCDU20162021Anmerkungen:b Gemeinschaftsliste Guxhagen/Freie Wähler | Sitzverteilung in der Gemeindevertretung Guxhagen 2021Insgesamt 31 Sitze - SPD: 14 - Grüne: 4 - GL-FWG: 9 - CDU: 4 |

| Parteien und Wählergemeinschaften | Parteien und Wählergemeinschaften           | % 2021 | Sitze 2021 | % 2016 | Sitze 2016 | % 2011 | Sitze 2011 | % 2006 | Sitze 2006 | % 2001 | Sitze 2001 |
| SPD                               | Sozialdemokratische Partei Deutschlands     | 45,3   | 14         | 42,7   | 13         | 45,2   | 14         | 48,0   | 15         | 57,9   | 18         |
| GL-FWG                            | Gemeinschaftsliste Guxhagen/Freie Wähler    | 30,1   | 9          | 32,3   | 10         | 22,1   | 7          | 23,6   | 7          | 22,5   | 7          |
| Grüne                             | Bündnis 90/Die Grünen                       | 13,2   | 4          | 10,6   | 3          | 14,2   | 4          | 7,5    | 2          | 7,1    | 2          |
| CDU                               | Christlich Demokratische Union Deutschlands | 11,4   | 4          | 14,4   | 5          | 18,5   | 6          | 20,9   | 7          | 12,5   | 4          |
| Gesamt                            | Gesamt                                      | 100,0  | 31         | 100,0  | 31         | 100,0  | 31         | 100,0  | 31         | 100,0  | 31         |
| Wahlbeteiligung in %              | Wahlbeteiligung in %                        | 61,8   | 61,8       | 60,9   | 60,9       | 61,7   | 61,7       | 57,2   | 57,2       | 64,0   | 64,0       |

### Bürgermeister
Nach der hessischen Kommunalverfassung wird der Bürgermeister für eine sechsjährige Amtszeit gewählt, seit dem Jahr 1993 in einer Direktwahl, und ist Vorsitzender des Gemeindevorstands, dem in der Gemeinde Guxhagen neben dem Bürgermeister ehrenamtlich ein Erster Beigeordneter und sieben weitere Beigeordnete angehören. Bürgermeisterin ist seit dem 1. Mai 2021 die parteiunabhängige Susanne Schneider. Sie wurde als Nachfolgerin von Edgar Slawik, der nach drei Amtszeiten nicht wieder kandidiert hatte, am 8. November 2020 im ersten Wahlgang bei 70,2 Prozent Wahlbeteiligung mit 82,9 Prozent der Stimmen gewählt.
Amtszeiten der Bürgermeister
- 2021–2027 Susanne Schneider[23]
- 2003–2021 Edgar Slawik[24]
- 1989–2003 Winfried Becker (SPD) (Wechselte 2003 als Erster Kreisbeigeordneter zum Schwalm-Eder-Kreis und wurde dort 2015 Landrat)
- 1965–1989 Harald Kraß (GL)[27]
- 1948–1965 Otto Bonn[28]

## Kulinarisches
In Guxhagen ist, wie auch in der umliegenden Region, die nordhessische Küche beheimatet. Speckkuchen und besonders die Fleisch- und Wurstwaren wie Ahle Wurst, Weckewerk und Blut- und Leberwurst zählen u. a. hierzu. Diese werden auch heute noch zum Teil bei privaten Hausschlachtungen hergestellt. Ebenfalls typisch sind die „Schlachteessen“, die in der Gemeinde angeboten werden.

## Wirtschaft und Infrastruktur

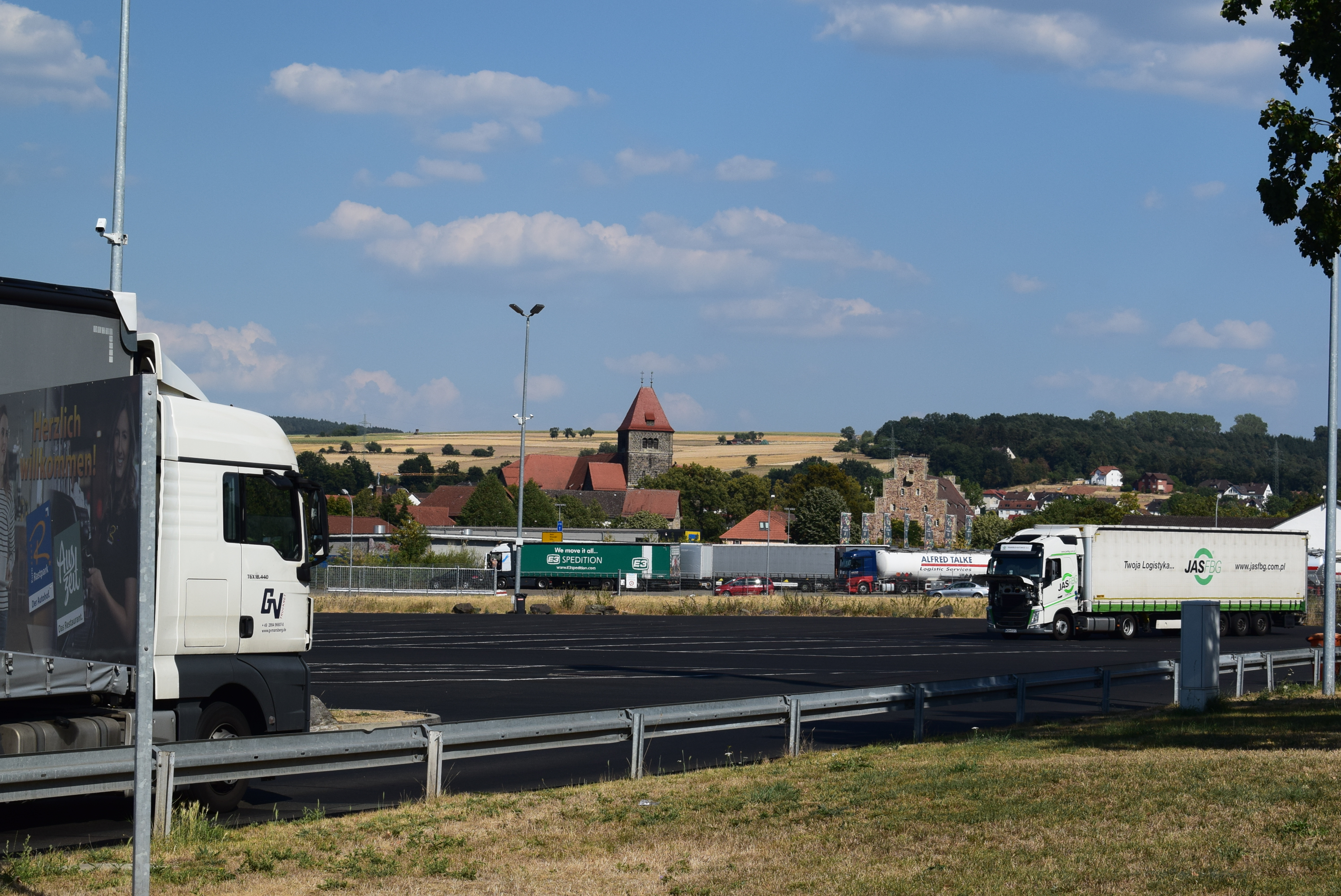
Autohof Guxhagen

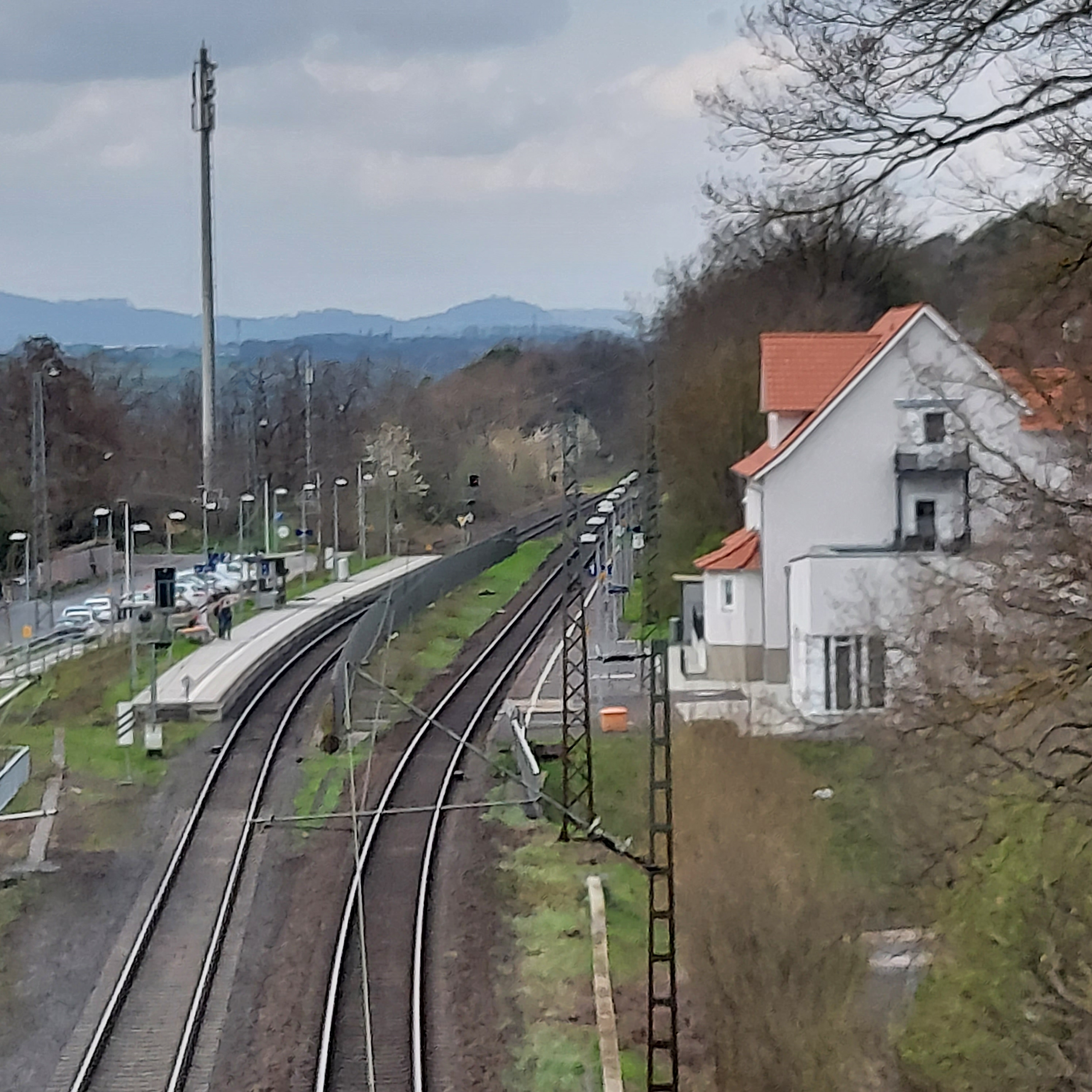
Bahnhof Guxhagen

### Verkehr
Guxhagen liegt an der Bundesstraße 83 und der Bundesautobahn 7 (Kassel – Bad Hersfeld), ein Autohof grenzt an beide Straßen.
Die Gemeinde gehört dem Nordhessischen Verkehrsverbund an, der unter anderem ein Anrufsammeltaxisystem innerhalb der Großgemeinde anbietet. Der Bahnhof an der Friedrich-Wilhelms-Nordbahn wird von der RegioTram Kassel sowie Nahverkehrszügen der cantus Verkehrsgesellschaft angefahren.
| Linie | Verlauf | Takt                                       | Betreiber              |
| ----- | --- | ------------------------------------------ | ---------------------- |
| RT5   | Melsungen – Melsungen Bartenwetzerbrücke – Melsungen-Schwarzenberg – Melsungen-Röhrenfurth – Körle – Guxhagen – Baunatal-Guntershausen – Baunatal-Rengershausen – Kassel-Oberzwehren – Kassel-Wilhelmshöhe – Kassel Hbf (tief) – Scheidemannplatz – Wilhelmsstraße/Stadtmuseum – Rathaus/Fünffensterstraße – Am Weinberg – Heinrich-Heine-Straße/Universität – Auestadion Stand: Fahrplanwechsel Dezember 2023 | 30 min (werktags) 60 min (sonn-/feiertags) | RegioTram Gesellschaft |
| RB5   | Kassel Hbf – Kassel-Wilhelmshöhe – Guxhagen – Melsungen – Malsfeld – Malsfeld-Beiseförth – Altmorschen – Heinebach – Rotenburg an der Fulda – Lispenhausen – Bebra – Ludwigsau-Friedlos – Bad Hersfeld – Haunetal-Neukirchen – Burghaun – Hünfeld – Fulda Stand: Fahrplanwechsel Dezember 2021 | 60 min                                     | cantus                 |

Durch das Gemeindegebiet führen folgende Radwanderwege:
- Der Hessische Radfernweg R1 (Fulda-Radweg) führt über 250 km von den Höhen der Rhön entlang der Fulda bis Bad Karlshafen an der Weser.
- Die D-Route 9 (Weser-Romantische Straße) führt von der Nordsee über Bremen, Kassel, Fulda und das Taubertal nach Füssen im Allgäu (1197 km).
- Der 180 km lange Ederauenradweg beginnt im Rothaargebirge in Nordrhein-Westfalen und heißt hier Ederauenweg. Der größte Teil führt durch Hessen und heißt dann Ederradweg. Er folgt dem Lauf der Eder bis zur Mündung in die Fulda bei Guxhagen.

### Bildung
Die Gemeinde hat eine Grund- und eine Gesamtschule. In Guxhagen und Ellenberg befinden sich Standorte der Gemeindebücherei.

### Wirtschaft
Die größten Arbeitgeber Guxhagens sind Sartorius mit einer Produktionsstätte für Bioreaktoren zur Medikamentenherstellung, Speditionen mit dazugehörigen Fahrzeugwerkstätten, sowie Hotels und Gastronomie am Fuldaradweg.

## Söhne und Töchter der Gemeinde
- Melissa Friedrich (*06.05.1997), Fußballspielerin
- Justus Wilhelm Karl Glinzer (1802–1878), Maler und Lithograph
- Friedrich Paulus (1890–1957), Generalfeldmarschall
- Paul Scholz, 1901 (1901–1956), Maler, Zeichner und Bühnenbildner
- Christoph Weber (1883–1958), Bibliothekar
- Mark Weinmeister (*10.07.1967) MdL Hessen, Staatssekretär, Regierungspräsident